# Elżbieta Cygielska
Elżbieta Cygielska – tłumacz, pracownik naukowy Uniwersytetu Warszawskiego, popularyzatorka i tłumaczka literatury węgierskiej.

## Życiorys
W 1970 roku ukończyła filologię węgierską na Uniwersytecie Warszawskim. W 1980 roku obroniła pracę doktorską János Tomcsányi (1873-1935). Wykładała historię literatury węgierskiej w Katedrze Hungarystyki Uniwersytetu Warszawskiego oraz prowadziła zajęcia z teorii i praktyki przekładu.

## Publikacje
- Mały słownik pisarzy węgierskich Warszawa 1977 (współautor)[4]

### Tłumaczenia
- Imre Kertész Dziennik galernika (Gályanaló) Warszawa 2006[5]
- Imre Kertész Fiasko WAB 2004[6]
- Imre Kertész Język na wygnaniu Warszawa 2004 (z Elżbietą Sobolewską)[7]
- György Dragomán Biały król (A fehér király) Wołowiec 2007[8]
- György Spiró Mesjasze (Messiasok) Warszawa 2009[9]
- Ádám Bodor Ptaki Wierchowiny (Verhovina madarai : változatok végnapokra) Wołowiec 2014[10]
- György Spiró Niewola (Fogsdg) Warszawa 2015[11]

## Nagrody
- 2007: Medal Jánosa Lotza przyznany przez Międzynarodowe Towarzystwo Hungarologiczne za wkład w nauczanie, popularyzację i przekład  literatury węgierskiej[2]
- 2010: Literacka Nagroda Europy Środkowej Angelus za przekład Mesjaszy Imre Kertésza[2]
- 2009: Nagroda miesięcznika „Literatura na świecie” oraz magazynu „Książki”[12]
- 2013: Wyróżnienie Fundacji im.Milána Füsta[2]
- 2015: nominacja Nagrody za Twórczość Translatorską im.Tadeusza Boya-Żeleńskiego[13]